# Heteronychiurus januarii
Heteronychiurus januarii is een springstaartensoort uit de familie van de Onychiuridae. De wetenschappelijke naam van de soort is voor het eerst geldig gepubliceerd in 1977 door Weiner.